# Sopwith Dolphin
El Sopwith 5F.1 Dolphin fue un avión de caza británico fabricado por la Sopwith Aviation Company. Fue utilizado por el Real Cuerpo Aéreo y su sucesora, la Real Fuerza Aérea, durante la Primera Guerra Mundial . El Dolphin entró en servicio en el frente occidental a principios de 1918 y demostró ser un caza formidable. El avión no se mantuvo en el inventario de posguerra y fue retirado poco después de la finalización del conflicto.

## Diseño y desarrollo

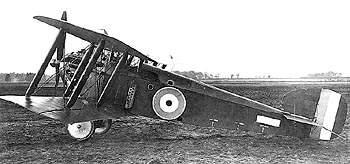
Tercer prototipo

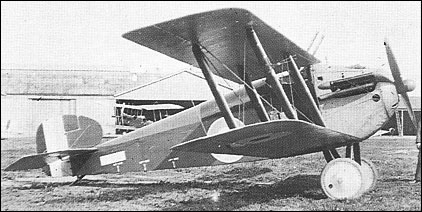
Tercer prototipo en el Brooklands Airfield

A principios de 1917, el ingeniero jefe de Sopwith, Herbert Smith, comenzó a diseñar un nuevo caza (designación interna de Sopwith, 5F.1) propulsado por el motor Hispano-Suiza 8B con caja reductora de 150 kW (200 hp). El Dolphin era un biplano de dos vanos monoplaza, con las alas superiores unidas a una estructura abierta de cabaña, de acero, sobre la cabina. Para mantener el centro de gravedad correcto, las alas inferiores se colocaron 330 mm por delante de las superiores, creando el característico decalaje negativo del ala del Dolphin. El piloto se sentaba con la cabeza sobresaliendo a través del marco, desde donde tenía una excelente visibilidad. Esta configuración a veces causaba dificultades a los novatos, a quienes les resultaba difícil mantener el avión apuntando al horizonte porque el morro no era visible desde la cabina. Sin embargo, la cabina era cálida y cómoda, en parte porque las tuberías de agua pasaban a lo largo de las paredes de la misma hasta los dos bloques de radiadores laterales. Un par de contraventanas de un solo panel, una delante de cada núcleo de radiador y accionadas por el piloto, permitían controlar la temperatura del motor.
El primer prototipo de Dolphin estaba propulsado por un motor V8 con caja reductora Hispano-Suiza 8B y presentaba un radiador frontal profundo de "tipo automóvil". El piloto de pruebas, Harry Hawker, realizó el vuelo inaugural el 23 de mayo de 1917. A principios de junio, el prototipo fue enviado a Martlesham Heath para realizar pruebas oficiales. El 13 de junio, el prototipo voló a Saint-Omer, Francia, donde la desconocida forma del avión provocó que los artilleros antiaéreos aliados dispararan contra él. Varios pilotos, incluido Billy Bishop del Escuadrón N.º 60, evaluaron el prototipo e informaron favorablemente. El 28 de junio de 1917, el Ministerio de Municiones encargó 200 Dolphin a Hooper & Co. Poco después, el Ministerio encargó otros 500 aviones a Sopwith y 200 ejemplares a la Darracq Motor Engineering Company.
El segundo prototipo introdujo radiadores en las alas superiores en lugar del radiador frontal y grandes recortes en las raíces del ala inferior, para mejorar la visión hacia abajo del piloto. Estas características resultaron ser un fracaso y se omitieron en los aviones posteriores. El tercer y cuarto prototipo incorporaron numerosas modificaciones en el radiador, en la cubierta superior del fuselaje, en el empenaje y en el timón. Se seleccionó el cuarto prototipo como estándar de producción. La producción en serie comenzó en octubre de 1917 y a finales de año se habían entregado 121 Dolphin.

### Producción y desarrollos previstos
Sopwith, Darracq Motor Engineering Company y Hooper & Co. produjeron un total de 2072 aviones Dolphin Mk I.  Aproximadamente 1500 Dolphin estaban almacenados en espera de motores en el momento del Armisticio. Estos fuselajes incompletos finalmente fueron desguazados.
Se planearon dos desarrollos del Dolphin. La empresa francesa SACA (Société Anonyme des Constructions Aéronautiques) inició la producción bajo licencia del Dolphin Mk II en 1918. La RAF no expresó ningún interés en esta variante, que estaba destinada a la Aéronautique Militaire francesa y al Servicio Aéreo del Ejército de Estados Unidos. El Hispano-Suiza 8F de 220 kW (300 hp) de transmisión directa proporcionaba una velocidad máxima de 225 km/h y un techo de 8047 m (26 401 pies). El nuevo motor tenía una cilindrada de 18,5 L y requería una capota bulbosa y agrandada que cubría completamente las armas. El Mk II también presentaba un depósito de combustible adicional, un plano de cola de incidencia variable, una estructura reforzada y tubos de escape más largos. El Servicio Aéreo anticipó la entrega de más de 2000 aviones Mk II para el verano de 1919, pero solamente unos pocos fueron entregados antes del Armisticio.
Dificultades persistentes con el Hispano-Suiza 8B de 150 kW (200 hp) con caja reductora impulsó el desarrollo del Dolphin Mk III, que utilizaba una versión del motor sin ella. El Mk III voló por primera vez en octubre de 1918 y entró en producción justo cuando terminaron las hostilidades. Muchos Dolphin se convirtieron al estándar Mk III en los depósitos de reparación de aviones, quitando la caja reductora del motor y colocando una capota revisada para acomodar la línea de empuje más baja. En servicio, el Mk III ofrecía un rendimiento ligeramente inferior, pero una fiabilidad mejorada.

## Historia operacional

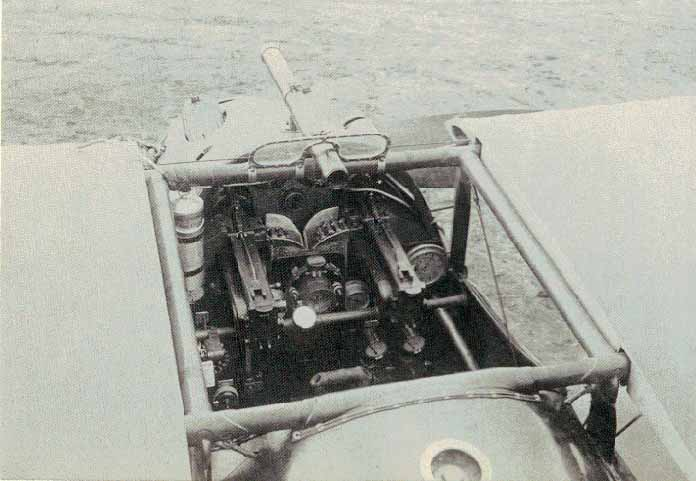
Cabina del Dolphin

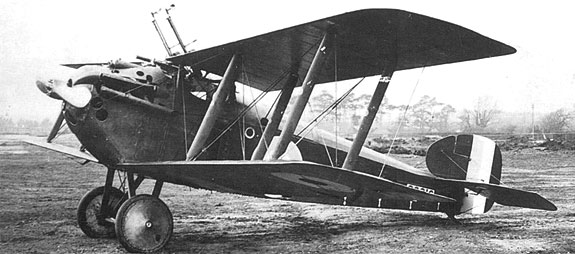
Dolphin equipado con dos ametralladoras Lewis que disparan hacia arriba y miras de veleta Norman

El Dolphin Mk I entró en servicio con el Escuadrón N.º 19 y con el Escuadrón N.º 79 en febrero de 1918 y con los N.º 87 y N.º 23 en marzo. El debut del Dolphin se vio empañado por varios incidentes en los que pilotos británicos y belgas atacaron al nuevo avión, confundiéndolo con un modelo alemán. Durante las siguientes semanas, los pilotos de Dolphin actuaron con precaución cerca de otros aviones aliados.
Los nuevos pilotos también expresaron su preocupación por la disposición de las alas del Dolphin, temiendo lesiones graves en la cabeza y en el cuello en caso de accidente. Los primeros aviones solían estar equipados con arcos antivuelco improvisados que consistían en tubos de acero sobre la cabina para proteger la cabeza del piloto. La experiencia demostró que los temores de que el piloto sufriera lesiones en caso de vuelco eran en gran medida infundados. Los arcos antivuelco desaparecieron de los aviones de primera línea, aunque a menudo se mantuvieron en los aviones de entrenamiento. Los Dolphin de vuelo nocturno del Escuadrón 141, una unidad de la Defensa Doméstica, tenían bucles metálicos colocados sobre el juego interior de soportes interplanares.
A pesar de los problemas iniciales, el Dolphin resultó exitoso y, en general, popular entre los pilotos. El avión era rápido, maniobrable y fácil de volar, aunque se advirtió una entrada en pérdida brusca. En sus memorias Sagittarius Rising, Cecil Lewis describió un ejercicio de combate cerrado entre su S.E.5 y un Dolphin:

El Dolphin tenía mejores prestaciones de lo que pensaba. Estaba encima en un giro ascendente y en mi cola en un instante. Hice medio tonel para desviarme, él todavía estaba allí. Entré en una apretada espiral ascendente, él entró en una más apretada. Intenté ascender por encima suyo, él subió más rápido. Cada truco que he aprendido lo probé con él; pero él simplemente se ponía en mi cola, por todos sitios como si lo hubiera estado remolcando detrás mío.

Cuando funcionaba correctamente, el motor Hispano-Suiza del Dolphin ofrecía un excelente rendimiento a gran altura. El Dolphin era enviado a menudo contra aviones de reconocimiento alemanes como el Rumpler C.VII, que en su versión especializada de fotorreconocimiento Rubild operaba habitualmente a altitudes superiores a los 6100 m (20 000 pies). El Escuadrón N.º 87 exploró el uso de equipos de suministro de oxígeno a los pilotos a gran altura, pero el experimento fue abandonado después de que las pruebas demostraran que los depósitos de oxígeno explotaban cuando eran alcanzados por disparos.
Cuatro escuadrones de la Real Fuerza Aérea operaron el Dolphin como su equipo principal, mientras que otros escuadrones lo utilizaron en pequeñas cantidades. El No. 1 (Fighter) Squadron, de la Fuerza Aérea Canadiense, fue formado con Dolphin en RAF Upper Heyford. La unidad entró en funcionamiento poco después del Armisticio. En octubre de 1918, la Fuerza Expedicionaria Estadounidense compró cinco Mk I estándar para su evaluación y envió cuatro de regreso a los Estados Unidos.
La unidad de Dolphin con más derribos fue el Escuadrón N.º 87, que derribó 89 aviones enemigos. Los pilotos del Escuadrón N.º 79 derribaron 64 aviones enemigos en los ocho meses y medio que el avión estuvo en el frente. Los dos mayores ases de Dolphin sirvieron en el Escuadrón N.º 79. El capitán Francis W. Gillet, estadounidense, obtuvo 20 victorias en este modelo. El teniente Ronald Bannerman, neozelandés, consiguió 17 victorias. El tercer as de Dolphin fue el capitán Arthur Vigers del Escuadrón N.º 87, que logró sus 14 victorias en el mismo avión, número de serie C4159. Otro as notable, el comandante Albert Desbrisay Carter del Escuadrón N.º 19, obtuvo aproximadamente 13 de sus 29 victorias confirmadas en el Dolphin  El capitán Henry Biziou consiguió ocho victorias en este modelo.

### Problemas de motor

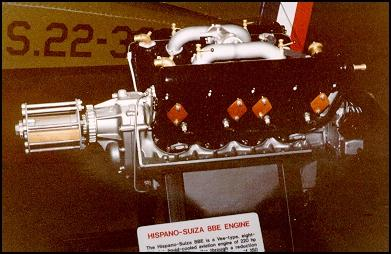
Un Hispano-Suiza 8Be con caja reductora exhibido en el NMUSAF

La escasez y falta de fiabilidad del motor Hispano-Suiza 8B de fabricación francesa resultó ser el problema más grave del Dolphin. El uso de metales insuficientemente endurecidos en los piñones provocó numerosos fallos en el engranaje reductor, especialmente en los motores construidos por la empresa francesa Brasier. El motor también sufrió persistentes problemas de lubricación. La limitada capacidad de producción del motor Hispano-Suiza HS.8B con caja reductora y la prioridad otorgada a aviones franceses como el SPAD S.XIII ralentizaron las entregas de Dolphin. La disponibilidad del Hispano-Suiza mejoró a principios de 1918, cuando la firma francesa Emile Mayen comenzó las entregas de un encargo realizado por el Almirantazgo británico.

### Uso de ametralladoras Lewis

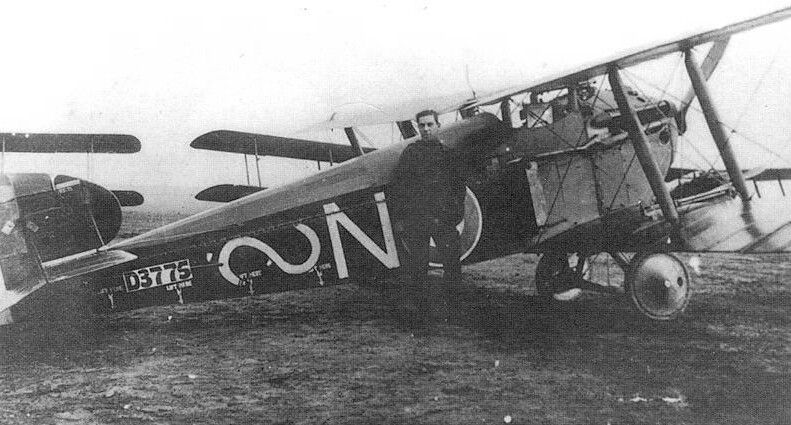
Dolphin del Escuadrón N.º 87 pilotado por Cecil Montgomery-Moore. Una ametralladora Lewis está montada encima del ala inferior derecha.

El armamento oficial del Dolphin consistía en dos ametralladoras Vickers fijas y sincronizadas y dos Lewis montadas en el travesaño delantero de la cabina, disparando en ángulo hacia arriba, sobre el disco de la hélice. El montaje proporcionaba tres posiciones en elevación y cierto movimiento lateral limitado. Las ametralladoras Lewis resultaron impopulares porque eran difíciles de apuntar y tendían a deslizarse hacia la cara del piloto. Los pilotos también temían que las culatas de las armas provocaran graves lesiones en la cabeza en caso de accidente. La mayoría de los pilotos descartaron las Lewis, aunque una minoría conservó una o ambas armas para atacar aviones de reconocimiento a gran altitud desde abajo.
Los pilotos del Escuadrón N.º 87, incluido Arthur Vigers, equiparon experimentalmente algunos aviones con dos armas Lewis no sincronizados que disparaban hacia adelante, montadas en la parte superior del ala inferior, justo por dentro de los soportes internos del ala.  Estas armas podían disparar munición incendiaria, que no podía usarse con las armas Vickers sincronizadas. Los tambores de munición de 97 cartuchos no se podían cambiar una vez vacíos, ni el piloto podía eliminar atascos de las armas y la modificación de campo no se convirtió en estándar.

### Servicio de posguerra

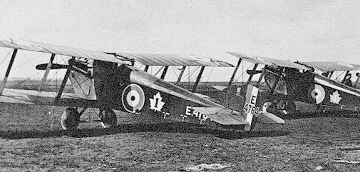
Dolphin de la Fuerza Aérea Canadiense del No. 1 (Fighter) Squadron en RAF Upper Heyford, diciembre de 1918.

Los Dolphin fueron rápidamente retirados después de la guerra; los Escuadrones 19 y 87 se desmovilizaron en febrero de 1919, seguidos por el Escuadrón 23 en marzo. La última unidad de la RAF en operar Dolphin fue el Escuadrón 79, con base en Bickendorf, Alemania, como parte del Ejército Británico del Rin; el Escuadrón 79 fue desmovilizado en julio de 1919. El Dolphin fue declarado obsoleto el 1 de septiembre de 1921. El No. 1 (Fighter) Squadron, que operaba Dolphin con S.E.5a, Sopwith Snipe y Fokker D.VII capturados, se disolvió el 28 de enero de 1920. Aunque se retiraron del servicio de la Fuerza Aérea Canadiense, una pequeña cantidad de Dolphin fue enviada de regreso a Canadá.
Un Dolphin fue convertido para uso civil. En 1920, Handley Page obtuvo el número de serie. D5369 y lo operó como demostrador bajo el registro civil G-EATC. Este avión se vendió en 1923.
La Fuerza Aérea Polaca operó 10 Dolphin durante la Guerra polaco-soviética. A partir de agosto de 1920, estos aviones se utilizaron principalmente para realizar tareas de ataque a tierra en la Batalla de Varsovia y en otras acciones. Pronto fueron inmovilizados en tierra por falta de repuestos.
En octubre de 1920, dos Dolphin polacos fueron prestados a la Fuerza Aérea de Ucrania (1. Zaporoska Eskadra Ukraińska) para usarlos contra los soviéticos. Ambos aviones fueron devueltos a los polacos en febrero de 1921.

## Supervivientes

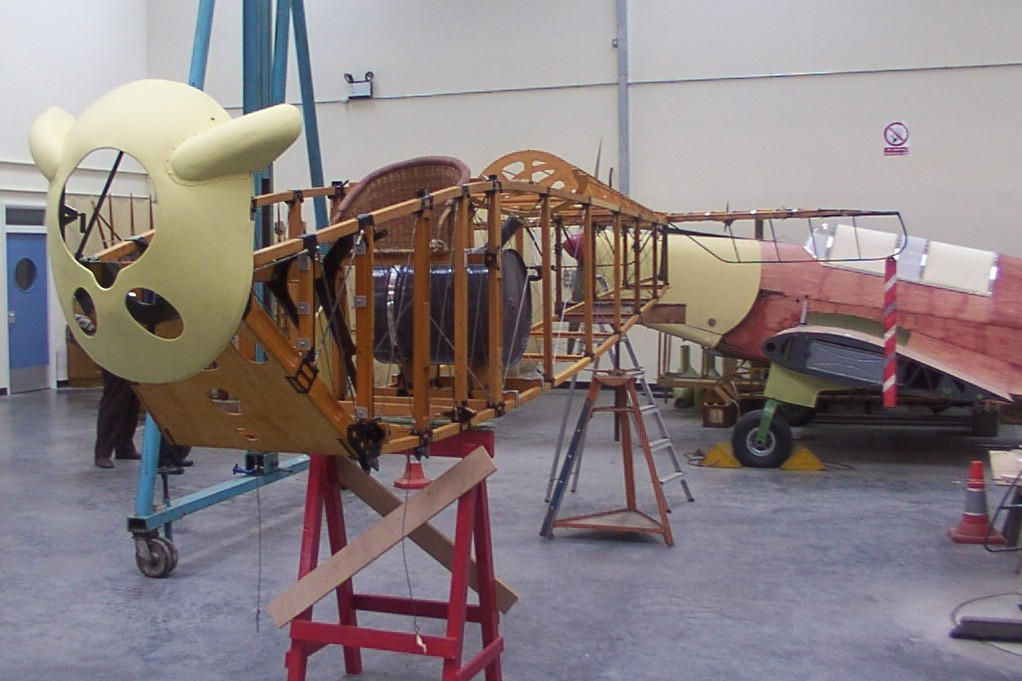
Dolphin Mk I en restauración en el Centro de Conservación Michael Beetham, parte del Museo de la Real Fuerza Aérea Británica en Cosford.

No se sabe que ningún Dolphin completo haya sobrevivido hasta el presente, pero un Dolphin Mk I compuesto fue reconstruido en el Centro de Conservación Michael Beetham, parte del Museo de la Real Fuerza Aérea Británica en Cosford. El fuselaje se basa en un fuselaje trasero original de 1,8 m del matriculado C3988. Incluye muchas otras piezas originales, incluido el depósito de combustible, las ruedas, los radiadores, el plano de cola y los elevadores de los matriculados D5329 y C4033. En marzo de 2012, el Dolphin fue puesto en exhibición en el Museo de la Real Fuerza Aérea Británica de Londres en el Hangar Grahame White.

### Reproducción

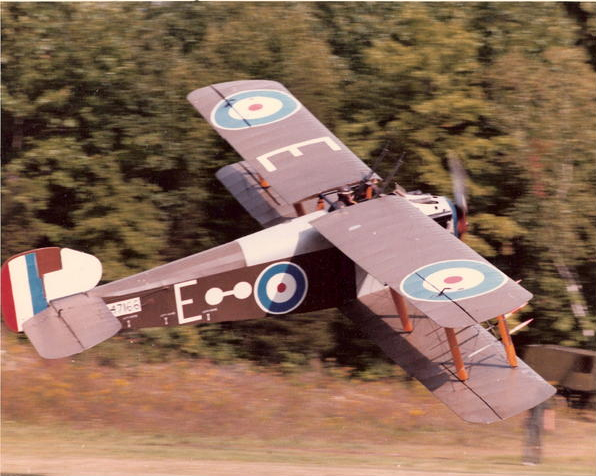
Reproducción de Sopwith Dolphin del Old Rhinebeck Aerodrome a principios de la década de 1980, utilizando un motor Hispano-Suiza 8 de transmisión directa.

En 1977, Cole Palen construyó una reproducción exacta de un Dolphin para su museo viviente de aviación del Old Rhinebeck Aerodrome, en el Valle del Hudson, al este de Nueva York. Voló regularmente en los espectáculos aéreos de fin de semana del Old Rhinebeck hasta septiembre de 1990, cuando se estrelló después de un fallo en la bomba de combustible. En 2015, el avión estaba en proceso de restauración para dejarlo en condiciones de vuelo.

## Variantes
Dolphin Mk I
Versión de producción principal. Propulsado por un Hispano-Suiza 8B de 149 kW (200 hp) con caja reductora.
Dolphin Mk II
Fabricado bajo licencia en Francia. Propulsado por un Hispano-Suiza 8F de 224 kW (300 hp) de transmisión directa.
Dolphin Mk III
Propulsado por un Hispano-Suiza 8B de 49 kW (200 hp), modificado con la retirada de la caja reductora.

## Operadores
Canadá
- Fuerza Aérea Canadiense

 Estados Unidos
- Fuerza Expedicionaria Estadounidense
- Servicio Aéreo del Ejército de Estados Unidos

 Polonia
- Fuerza Aérea Polaca (posguerra, donados por el Reino Unido, operados entre 1920 y 1923)

 Reino Unido
- Real Cuerpo Aéreo/Real Fuerza Aérea

 República Popular de Ucrania
- Fuerza Aérea de Ucrania (posguerra, dos aviones prestados por Polonia en octubre de 1920, devueltos a Polonia en febrero de 1921)

## Especificaciones (Dolphin Mk I)
Referencia datos: Sopwith – The Man and His Aircraft

### Características generales
- Tripulación: Uno (piloto)
- Longitud: 6,8 m (22,2 ft)
- Envergadura: 9,9 m (32,5 ft)
- Altura: 2,6 m (8,5 ft)
- Superficie alar: 24,4 m² (262,6 ft²)
- Peso vacío: 635 kg (1399,5 lb)
- Peso máximo al despegue: 903 kg (1990,2 lb)
- Planta motriz: 1× motor lineal V8 refrigerado por agua Hispano-Suiza 8B.
  - Potencia: 150 kW (207 HP; 204 CV)
- Hélices: Bipala de paso fijo

### Rendimiento
- Velocidad máxima operativa (Vno): 194 km/h (120 MPH; 105 kt) a 4000 m (13 000 pies); 187,5 km/h a 4600 m (15 000 pies)
- Alcance: 2 h
- Techo de vuelo: 6400 m (20 997 ft)
- Tiempo a altitud: 16 min 30 s para 3000 m (10 000 pies)

### Armamento
- Ametralladoras: 

  - 2x Vickers de 7,7 mm; hasta 2x Lewis de 7,7 mm
- Bombas: Hasta 4 de 25 libras

## Aeronaves relacionadas

### Aeronaves similares
- Airco DH.5

### Secuencias de designación
- Secuencia _F._ (interna de Sopwith): F.1 - 2F.1 - 4F.1 - 5F.1 - 7F.1 - 8F.1 - 3F.2 (I) →